# Salang (řeka)
Salang je řeka, která protéká Afghánistánem. Má délku 438 kilometrů. Její tok se nachází v provincii Pawan. Řeka se nachází v severní části toku řeky Kábul. Řeka pramení na jižní straně pohoří Hindúkuš. V údolí řeky se také nachází průsmyk, který spojuje Kábul se severem Afghánistánu. V bodě Bagh-i-Lala je průtok řeky 10 m³/s.[ujasnit]  Při geologické průzkumu bylo zjištěno, že řeka má různé geologické podloží např. vápencová opuka nebo žulové podloží.  